# Oppodoctis armatus
Oppodoctis armatus – gatunek kosarza z podrzędu Laniatores i rodziny Podoctidae. Jedyny znany przedstawiciel monotypowego rodzaju Oppodoctis.

## Występowanie
Gatunek endemiczny dla Filipiny.